# Fort Oswego
Pour les articles homonymes, voir Oswego.
Fort Chouaguen, en anglais Fort Oswego, était un fort situé sur le site de l'actuelle ville d'Oswego, sur la rive sud du lac Ontario dans le Nord de l'État de New York (États-Unis). 

## Histoire
En 1651, les Iroquois Onontagués s'entendent avec le nouveau gouverneur général du Canada Jean de Lauzon et demandent que des familles françaises de Québec et des Hurons de la tribu de l'Ours viennent s'établir dans leur territoire au lac de Gannentaha (aujourd'hui le lac Onondaga) dans l'État de New-York, sur la rivière Chouagen (aujourd'hui la rivière Oswego, qui se jette dans le lac Ontario, à Oswego). Source: Ernest Gagnon, Louis D'Ailleboust, éd. Beauchemin, Montréal, 1956.
Un poste de traite est créé par les Britanniques en 1722, simplement entouré d'une palissade, établissant une présence anglaise sur les Grands Lacs. Le gouverneur de New York William Burnet (en) ordonne la construction d'un fort en 1727. Durant la guerre de Sept Ans, le fort est vulnérable. Le colonel John Bradstreet le fait consolider en 1755. Malgré ce renforcement des structures militaires, le fort Oswego est capturé et détruit en 1756 par Montcalm à la tête de troupes françaises et de milices canadiennes. 
Le site est utilisé pour l'installation de batteries côtières durant la guerre d'indépendance américaine et celle de la guerre de 1812 mais n'est plus jamais fortifié. Le site devient un lieu de ralliement des loyalistes à la couronne britannique durant la guerre d'indépendance mais avec le traité de Versailles de 1783 devient territoire américain et est finalement rendu aux États-Unis après le traité de Londres en 1794. Il est pris par une force navale britannique en 1814, mais est rendu aux Américains à la fin des hostilités.
L'emplacement de Fort Oswego est signalé à West First and Lake Street dans la ville d'Oswego.

## Confusion
Beaucoup de références historiques à fort Oswego font en fait référence à d'autres forts. Ainsi les références à Fort Oswego de la guerre d'indépendance se référent en fait à Fort Ontario. En effet, le fort originel était construit autour du poste de traite, sur la rive sud-est de l'embouchure de la rivière Oswego. Cela était pratique pour le chargement et déchargement des canoës et des navires. Un fortin en pierre fut ajouté en 1727, appelé Fort Burnet. Un mur de pierre, en triangle de 3 m de haut et 1 de large fut construit en 1741 et l'enceinte et ce qu'elle comprenait fut nommée Fort Pepperrel. À côté de ces extensions, Fort Ontario fut construit sur les hauteurs de la rive nord de la rivière et Fort George fut ajouté, sur un escarpement de la rivière, 800 m au sud-ouest (dans l'actuel parc Montcalm). Pouvant prêter à confusion, Fort George fut aussi appelé Fort Rascal et Fort de l'Ouest. Fort Ontario était lui aussi connu sous les noms de Fort des Six nations ou Fort de l'Est. Certaines références à Fort Oswego font référence à l'ensemble de ce complexe défensifs.

## Sources
- (en) Cet article est partiellement ou en totalité issu de l’article de Wikipédia en anglais intitulé « Fort Oswego » (voir la liste des auteurs).